# Почётный знак «Волонтёры Свободы»
Почётный знак «Волонтёр Свободы» (итал. Distintivo d'onore per i patrioti "Volontari della Libertà") — награда, учреждённая Королевством Италия для награждения добровольцев, участвовавших в вооруженной борьбе итальянского Сопротивления во время Второй мировой войны.
В частности, её удостаивались те, кто служил в Добровольческом корпусе «Свобода». Законодательно действительна и по сей день.

## История
Сразу после Второй мировой войны третье правительство Бономи декретом № 350  от 3 мая 1945 года учредило особый почётный знак для добровольцев, участвовавших в вооруженной борьбе против немецких оккупантов и фашистов. Такой же награды были удостоены солдаты Итальянской союзнической армии.
Законом № 907 от 1 декабря 1977 года награждение знаком было распространено на военнослужащих, депортированных в немецкие концентрационные лагеря после 8 сентября 1943 года из-за отказа служить немецким захватчикам. Заинтересованные лица могли подать заявку на получение знака в военный округ, к которому они принадлежали, после одобрения от Национальной ассоциации бывших интернированных.

## Описание
Знак представляет собой красную ленту шириной тридцать семь миллиметров, окаймлённую с обеих сторон вертикальными изображениями итальянского флага; золотые буквы «VL» (Volontari della Libertà — «Волонтёры свободы») наложены в центре ленты. Знак носится на левой стороне груди.